# Castle Semple Loch
Castle Semple Loch är en sjö i Storbritannien.   Den ligger i riksdelen Skottland, i den nordvästra delen av landet, 600 km nordväst om huvudstaden London. Castle Semple Loch ligger 91 meter över havet. Trakten runt Castle Semple Loch består i huvudsak av gräsmarker.